# 毛齿叶黄皮
毛齿叶黄皮（学名：Clausena dunniana var. robusta）为芸香科黄皮属下的一个变种。

## 扩展阅读
- 維基物種上的相關：毛齿叶黄皮